# Tadeusz Dybol
Tadeusz Dybol (ur. 16 października 1953 w Poznaniu, zm. 19 maja 2010 w Verden) – polski szczypiornista, trzykrotny zdobywca Pucharu Polski, dwukrotny brązowy medalista mistrzostw Polski w piłce ręcznej mężczyzn.

## Życiorys
Młodszy brat Zbigniewa Dybola. Był piłkarzem ręcznym w klubie MKS Starówka Poznań (do 1971), Grunwald Poznań (1971-1980), Pogoń Zabrze (1980-1983) i kilku klubów w Niemczech. Z Grunwaldem Poznań trzykrotnie zdobył Puchar Polski (1972, 1979, 1980) oraz dwukrotnie brązowy medal w rozgrywkach ligowych o tytuł mistrza Polski (1973, 1977). 